# Douglas Henshall
Douglas Henshall, född den 19 november 1965, är en skotsk skådespelare. Han är mest känd för att ha medverkat i TV-serierna Primeval och Shetland.

## Filmografi i urval
- 1993 – Indiana Jones äventyr (TV-serie)
- 1997 – The Conqueror - Son of Conan
- 1998 – Mannen med vatten i skorna
- 1998 – Ett sista farväl
- 1999 – Vem tar vem?
- 2000 – Anna Karenina (TV-serie)
- 2003 – It's All About Love
- 2007 – I sinnets våld (TV-serie)
- 2007–2009 – Primeval (TV-serie)
- 2013–2021 – Shetland (TV-serie)
- 2015 – Outlander (TV-serie)
- 2016 – En mördares leende (TV-serie)